# باندیکوت پوزه‌بلند گینه نو
باندیکوت پوزه‌بلند گینه نو (نام علمی: Peroryctes) نام یک سرده از تیره کیسه‌سموران است.